# 陳聖增
陳聖增（？—？），清朝官員，本籍浙江。監生出身。

## 生平
陳聖增於1791年（乾隆56年）接替沈樹東，於台灣台北地區擔任台灣府淡水廳新莊縣丞一職，是大台北地區的地方父母官。